# 彼得·芬威克
彼得·布鲁克·卡多根·芬威克（英語：Peter Brooke Cadogan Fenwick；1935年5月25日—）是一位英国神经精神病学家和神经生理学家，以其对癫痫和临终异象（包括濒死体验）的研究而闻名。
芬威克毕业于剑桥大学三一学院，主修自然科学。他在圣托马斯医院接受了临床培训。他是伦敦国王学院的高级讲师，并在精神医学、心理学及神经科学研究院担任顾问。他同时是莫兹利医院和约翰·拉德克利夫医院的神经心理学顾问，还为布罗德摩医院提供服务。他还与南安普敦大学的心理健康小组合作，并在日本理化学研究所神经科学研究所担任访问教授。